# Total Club Manager 2005
Total Club Manager 2005 é um jogo eletrônico de futebol lançado em outubro de 2004, desenvolvido pela EA Canada (na versão Windows) e pela Budcat Creations (nas versões PS2 e Xbox), foi publicado pela Electronic Arts.